# Forsteronia diospyrifolia
Forsteronia diospyrifolia är en oleanderväxtart som beskrevs av Müll. Arg.. Forsteronia diospyrifolia ingår i släktet Forsteronia och familjen oleanderväxter. Inga underarter finns listade i Catalogue of Life.